# アデライード・ダキテーヌ
アデライード・ダキテーヌ（フランス語: Adélaïde d'Aquitaine）またはアデライード・ド・ポワチエ（Adélaïde de Poitiers, 945／52年 - 1004年）は、カペー朝最初のフランス王ユーグ・カペーの王妃。名前はアデル（Adèle）とも。

## 略歴
父はアキテーヌ公ギヨーム3世、母はノルマンディー公ロロの娘アデル。実兄であるアキテーヌ公ギヨーム4世の子孫にフランス王ルイ7世の王妃、次いでイングランド王ヘンリー2世の王妃となったアリエノール・ダキテーヌがいる。
アデライードの父はユーグ・カペーとの休戦の担保として彼女を使い、2人は969年に結婚した。
987年、カロリング朝最後のフランス王であるルイ5世の死後、夫が新しいフランス王に選出されたことで王妃となった。ノワイヨンで戴冠し、2人はカペー朝の創始者となった。
ユーグはアデライードの判断力を信頼し、彼女が政治に参加することを許可していた。

## 子女
夫ユーグ・カペーとの間に以下の子をもうけた。
- エドヴィジュ（アヴォワーズ）（970年頃 - 1013年以降） - エノー伯レニエ4世と結婚
- ロベール2世（972年 - 1031年） - フランス王
- ジゼル（972年頃 - 1002年） - ポンチュー伯ユーグ1世と結婚
- アデル（アリックス）（973年頃 - 1063年）